# Santa Rita, Pampanga
Santa Rita là một đô thị hạng 4 ở tỉnh Pampanga, Philippines. Theo điều tra dân số năm 2000, đô thị này có dân số 32.780 người trong 6.118 hộ.

## Barangay
Santa Rita được chia thành 10 barangay.
- Becuran
- Dila Dila
- San Agustin
- San Basilio
- San Isidro (Gasak)
- San Jose
- San Juan
- San Matias
- Santa Monica
- San Vicente